# Спартакиада дружественных армий 1958
I Летняя Спартакиада дружественных армий (нем. Spartakiade der befreundeten Armeen) проходила в ГДР с 20 по 28 сентября 1958 года. Всего игры проходили в 18 городах, главным из которых был выбран Лейпциг. Организатором соревнований выступил Спортивный комитет дружественных армий (СКДА). Церемония открытия и закрытия спартакиады проходила на стадионе «Центральштадион» в Лейпциге.
Участниками соревнований стали 12 социалистических стран, соревновавшиеся в 12 различных дисциплинах. Победу в общекомандном зачёте одержала сборная Вооружённых сил СССР.

## Подготовка
Для организации физической культуры и спорта в вооружённых силах социалистических стран в марте 1958 года был учреждён Спортивный комитет дружественных армий (СКДА). По инициативе Министерства национальной обороны ГДР было принято решение провести первую летнюю Спартакиаду дружественных армий в сентября того же года. На совещании в Москве были поданы предварительные заявки на участие в соревнованиях от 12 стран.
Соревнования начались сразу после завершения в Лейпциге Международной осенней ярмарки.
Организационное бюро спартакиады разработала дизайн эмблемы соревнований, а также плакатов, медалей, значков, грамот и трёх почтовых марок. Также было достигнуто соглашение о съёмках цветного документального фильма о спортивном мероприятии силами государственной кинокомпанией ГДР Deutsche Film AG.
- Марки ГДР

## Участники
В общей сложности участниками игр стали около 1500 армейских спортсменов (в том числе 33 призёра Олимпийских игр). На старт спартакиады вышли представители вооружённых сил 12 различных социалистических государств:
- Албания
- Болгария
- Венгрия
- Вьетнам
- ГДР
- Китай
- КНДР
- Монголия
- Польша
- Румыния
- СССР
- Чехословакия

## Открытие
Незадолго до открытия игр в прессе было опубликовано обращение председателя Совета министров ГДР Отто Гротеволя. Церемония открытия спартакиады состоялась 12 сентября 1958 года на стадионе Центральштадион в Лейпциге. Вмещающую 100 тысяч зрителей арену посетило более 80 тысяч человек. Торжественная часть длилась порядка двух часов.
Началось открытие с появления в небе 12 самолётов, которые несли 12 флагов государств-участников. После этого в небо была выпущена ракета, а на поле стадиона с неба были спущены флаги. Следующая часть мероприятия состояла из военно-спортивного парада. Спортсмены вышли на стадион в парадной форме своих вооружённых сил.
С приветственной речью к участникам выступил министр национальной обороны ГДР Вилли Штоф. О начале игр в заключительной речи объявил руководитель СКДА генерал-майор Павел Ревенко. На церемонии открытия игр также присутствовал председатель Совета министров ГДР Отто Гротеволь, члены Социалистической единой партии Германии Герман Матерн, Эрих Хонеккер и Генрих Рау, а кроме того министр национальной обороны Чехословакии Богумир Ломский.

## Виды спорта
В программу соревнований спартакиады были включены 11 олимпийских видов спорта:
1. Баскетбол
2. Бокс
3. Гандбол
4. Гимнастика
5. Современное пятиборье
6. Лёгкая атлетика
7. Плавание
8. Пулевая стрельба
9. Греко-римская борьба
10. Тяжёлая атлетика
11. Футбол

Дополнительным 12-м состязанием стало военное троеборье, ставшее обязательным для всех участников. Состязание состояло из преодоления штурмовой полосы, метания ручной гранаты и стрельбы из малокалиберной винтовки. От каждой страны в этой дисциплине должна была принять участие команда, состоящая минимум из 40 человек.

## Результаты

### Баскетбол
Участвовали 12 сборных: Албания, Болгария, Венгрия, Вьетнам, ГДР, Китай, КНДР, Монголия, Польша, Румыния, СССР, Чехословакия.
В финальный турнир вышли 6 команд: СССР, Венгрия, Болгария, ГДР, Чехословакия, Китай.
Победителем баскетбольных соревнований стала команда СССР.
Состав сборной СССР: Валдис Муйжниекс, Янис Круминьш, Михаил Семёнов, Евгений Казаков, Майгонис Валдманис. Старший тренер Александр Гомельский.
СССР — Польша — 92:63
СССР — Китай — 51:38
СССР — Болгария — 84:60
СССР — Венгрия — 97:68
СССР — ГДР — 95:59

### Бокс
В соревнованиях по боксу советские спортсмены завоевали 5 золотых медалей и заняли первое место. ГДР заняло второе место, а Румыния — третье.
|             | Золото            | Серебро          | Бронза      |
| ----------- | ----------------- | ---------------- | ----------- |
| до 51 кг    | К. Миллек         |                  |             |
| до 54 кг    | Эрнест Чобан      |                  |             |
| до 57 кг    | Владимир Сафронов |                  |             |
| до 67 кг    | Юрий Радоняк      |                  |             |
| до 71 кг    | Д. Бюхсеншус      |                  |             |
| до 75 кг    | Алексей Киселёв   | Кухта            | Василе Тицэ |
| до 81 кг    | Георге Негря      | Александр Пичков | Грюнберт    |
| свыше 81 кг | Андрей Абрамов    |                  | Бенешовский |

Неизвестны победители в весовых категориях 60 и 63,5 кг.
Известные результаты боёв:
В весе до 51 кг Александр Шангуров (СССР) в 1/4 победил Ан Мау Сонга (КНДР).
В весе до 54 кг Эрнест Чобан (СССР) в 1/8 победил Кокомани (Албания), в 1/4 победил Зигмунта Завадского (Польша).
В весе до 57 кг Владимир Сафронов (СССР) в 1/4 победил Киясова (Болгария).
В весе до 60 кг Николай Смирнов (СССР) в 1/4 победил Г. Матке (Венгрия).
В весе до 63,5 кг Ю. Сорокин (СССР) в 1/8 победил Штоккера (ГДР), в 1/4 проиграл Дьюле Тёрёку (Венгрия).
В весе до 67 кг Юрий Радоняк (СССР) в 1/4 победил Петше (ГДР).
В весе до 71 кг Виктор Васин (СССР) в 1/8 победил Бума (Монголия), в 1/4 проиграл Д. Бюхсеншусу (ГДР).
В весе до 75 кг Алексей Киселёв (СССР) в 1/4 победил Хенрика Дампца (Польша), в 1/2 победил Василе Тицэ (Румыния), в финале победил Кухту (Чехословакия).
В весе до 81 кг Александр Пичков (СССР) в 1/2 победил Грюнберта (ГДР), в финале проиграл Георге Негря (Румыния).
В весе свыше 81 кг Андрей Абрамов (СССР) в 1/2 победил Бенешовского (Чехословакия).

### Борьба
Результаты турнира борцов. Наилегчайший вес:
1. Иван Локтионов (СССР).
Легчайший вес:
1. Хорнак (Чехословакия)
2. А. Тимохин (СССР)
3. Динко Петров (Болгария)

Полулёгкий вес:
1.  Станчо Колев (Болгария)

3. Ю. Жолыгин (СССР)
Лёгкий вес:
1. Владимир Росин (СССР)

Полусредний вес:
1. Станислав Скитков (СССР)

Средний вес:
1. Виктор Реков (СССР)

Тяжёлый вес:
1. Иван Богдан (СССР)

### Военно-прикладное троеборье
Командный зачёт:
1. ГДР (Герхард Фогт, Зигфрид Олиш и др.) — 46039 очков
2. СССР (Николай Татаринов, Иван Дерюгин, Семён Фетисов, Юрий Кутенко, Владимир Ситкин, Николай Милигуло, А. Михайловский и др.) — 45763 очка.
3. Чехословакия (Рудольф Варек и др.).
Личный зачёт:
| Дисциплина         | Золото       | Золото   |
| ------------------ | ------------ | -------- |
| Полоса препятствий | Хан Гуй-сань | 56,8 сек |
| Метание гранаты    | Хан Гуй-сань | 19 очков |
| Стрельба           | Хан Гуй-сань | 78 очков |

### Гандбол
Победителем гандбольных соревнований стала команда ГДР. Советская команда заняла четвёртое место.
|         | Золото |
| ------- | ------ |
| Мужчины | ГДР    |

СССР — Румыния — 11:14

### Гимнастика
Абсолютным чемпионом Спартакиады стал советский гимнаст Павел Столбов.
Командный зачёт:
1. СССР (Павел Столбов, Николай Милигуло и др.).
2. Чехословакия (Фердинанд Даниш, Йозеф Шквор и др.).

### Лёгкая атлетика
Участниками соревнований по лёгкой атлетики стали 10 стран. Каждая из команд состояла из 25 атлетов, которые имели право выступать не более чем в трёх дисциплинах. Предварительные соревнования прошли в Эрфурте 24 и 25 сентября, а финальные — в Лейпциге 27 и 28 сентября.
Первое общекомандное место занял СССР (23 медали: 7 золотых, 10 серебряных и 6 бронзовых). На втором месте остановилась команда ГДР, а на третьем — Польша. Приз «Сильнейшему легкоатлету Спартакиады» был вручён специалисту по метанию молота Юрию Никулину.
Результаты легкоатлетов спартакиады в 17 из 20 случаев были лучше показателей атлетов чемпионата мира среди военнослужащих 1958 года в Брюсселе под эгидой Международного совета военного спорта, куда входили представители вооружённых сил НАТО.
|                                    | Золото               | Золото     | Серебро              | Серебро    | Бронза          | Бронза     |
| ---------------------------------- | -------------------- | ---------- | -------------------- | ---------- | --------------- | ---------- |
| Бег на 100 метров                  | Борис Токарев        | 10,5       | Мариан Фойк          | 10,5       | Юрий Башлыков   | 10,5       |
| Бег на 200 метров                  | Вилем Мандлик        | 21,2       | Станислав Сватовский | 21,5       | Вацлав Кинос    | 21,7       |
| Бег на 400 метров                  | Станислав Сватовский | 47,4       | Ярослав Ирасек       | 47,5       | Герард Мах      | 47,6       |
| Бег на 800 метров                  | Томаш Юнгвирт        | 1.50,8     | Иштван Рожавёльдьи   | 1.51,0     | Николай Маричев | 1.51,2     |
| Бег на 1500 метров                 | Зигфрид Валентин     | 3.46,3     | Томаш Юнгвирт        | 3.46,3     | Мариан Йохман   | 3.46,4     |
| Бег на 5000 метров                 | Здзислав Кшишковяк   | 13.53,2    | Шандор Ихарош        | 13.57,2    | Фридрих Янке    | 14.02,0    |
| Бег на 10 000 метров               | Здзислав Кшишковяк   | 29.10,8    | Станислав Ожуг       | 29.12,0    | Ханс Гродоцкий  | 29.28,6    |
| Эстафета 4×100 метров              | Польша               | 41,0       | СССР                 | 41,1       | ГДР             | 42,2       |
| Эстафета 4×400 метров              | Польша               | 3.10,9     | ГДР                  | 3.11,8;    | СССР (рекорд)   | 3.12,8     |
| Бег на 110 метров с барьерами      | Шоу Люан-ли          | 14,6       | Юрий Литуев          | 14,6       | Реймарс         | 15,0.      |
| Бег на 400 метров с барьерами      | Ханс Диттнер         | 51,6       | Богатов              | 52,0       | Штурм           | 53,4.      |
| Бег на 3000 метров с препятствиями | Херманн Буль         | 8.32,8     | Семён Ржищин         | 8.39,8     | Фридрих Янке    | 8.45,4     |
| Марафонский бег                    | Павел Канторек       | 2:25.32,6  | Бруно Бартоломе      | 2:25.43,8  | Иван Семёнов    | 2:25.46,2  |
| Ходьба на 20 км                    | Сергей Лобастов      | 1: 33.42,4 | Егоров               | 1: 34.41,2 | Ладислав Моц    | 1 :34.54,8 |
| Ходьба на 50 км                    | Ладислав Моц         | 4:23.37,8  | Сергей Лобастов      | 4:24.17,0  | Милан Скронт    | 4 :35.50,8 |
| Прыжки в высоту                    | Юрий Степанов        | 2,03       | Владимир Ситкин      | 1,97       | Йозеф Каспар    | 1,94       |
| Прыжок в длину                     | Евгений Чен          | 7,68       | Владимир Ситкин      | 7,51       | Планк           | 7,37       |
| Тройной прыжок                     | Евгений Чен          | 15,71      | Мартин Ржехак        | 15,32      | Верещагин       | 15,30      |
| Прыжок с шестом                    | Виталий Чернобай     | 4,40       | Димитр Хлебаров      | 4,25       | Мискей          | 4,25       |
| Метание диска                      | Эдмунд Пёнтковский   | 55,15      | Йожеф Сеченьи        | 54,38      | Ким Буханцов    | 53,51      |
| Метание копья                      | Збигнев Радзивонович | 75,31      | Дичев                | 72,93      | Юрий Кутенко    | 69,92      |
| Метание молота                     | Юрий Никулин         | 65,00      | Егоров               | 60,68      | Крумов          | 59,55      |
| Толкание ядра                      | Иржи Скобла          | 17,84      | Ким Буханцов         | 16,68      | Ярослав Плихал  | 16,61      |

### Плавание
100 метров вольным стилем:
1. Виталий Сорокин (СССР) — 56,4 (рекорд СССР)
2. Геннадий Николаев (СССР) — 57,0
3. Е. Мрачковский (Польша) — 58,8
400 метров вольным стилем:
1. М. Бович (СССР) — 4.40,4
1500 метров вольным стилем:
1. Рудольф Чмыхов (СССР) — 19.05,5
100 метров на спине:
1. Виталий Сорокин (СССР) — 1.06,1
200 метров брассом:
1. Леонид Колесников (СССР) — 2.40,8
2. Витезлав Свозил (Чехословакия) — 2.43,0 
200 метров баттерфляем:
1. Станислав Рацинский (Польша)
Эстафета 4×400 метров вольным стилем:
1. СССР (Геннадий Николаев, М. Бович, Р. Нестеров, Виталий Сорокин)
Комбинированная эстафета 4×100 метров:
1. СССР (Виталий Сорокин, Леонид Колесников, Н. Умеренко, Геннадий Николаев) — 4.26,9
Военизированная эстафета 10х50 метров. В ходе эстафеты участники плыли в военной форме и с армейской винтовкой за спиной.
1. СССР — 7.05,5
2. ГДР

### Современное пятиборье[17]
Личный зачёт:
1. Иван Дерюгин (СССР) — 4789 очков
2. Янош Боди (Венгрия) — 4686 очков
3. Геза Фердинанди (Венгрия) — 4652 очка
Командный зачёт:
1. Венгрия (Янош Боди, Геза Фердинанди и др.)
2. Румыния (Д. Ионеску, Стоянеску и др.)
3. СССР (Иван Дерюгин, Константин Сальников, Николай Татаринов, Семён Фетисов)

### Стрельба
Стрельба из армейской винтовки из трёх положений:
Личный зачёт
1. Иосиф Мейтин (СССР) — 547 очков
2. В. Горлинский (СССР) — 536 очков
3. Михаил Иткис (СССР) — 533 очка
В командном зачёте победила команда СССР (Иосиф Мейтин, Михаил Иткис, В. Горлинский).
Стрельба из произвольной винтовки из трёх положений на 300 метров:
1. Михаил Иткис (СССР) — 1152 очка (рекорд СССР)
2. Анатолий Богданов (СССР) — 1138 очка
Стрельба из служебного револьвера:
1. Альфред Крист (Чехословакия) — 586 очков
2. Антон Ясинский (СССР) — 585 очков
3. В. Боченков (СССР)
Стрельба из малокалиберного пистолета на 50 метров:
1. Махмуд Умаров (СССР) — 560 очков
2. Владимир Столыпин (СССР) — 559 очков
Командный зачёт:
1. СССР (Махмуд Умаров, Владимир Столыпин и др.) — 2726 очков
2. Чехословакия — 2723 очка
3. Болгария — 2639 очка
Командная стрельба из малокалиберной винтовки на 50 и 100 метров:
1. СССР (Владимир Лукьянчук и др.) — 2307 очков
2. ГДР — 2307 очков
3. Китай — 2306 очков
В стрельбе из автомата на 200 метров от каждой команды участвовали в 10 человек. Стрелки вели огонь 10 патронами из трех положений (стоя, с колена и лежа). Победу одержал СССР, а в личном зачете (15 из 30) победил С. Стиборик (Чехословакия).
11 золотых наград завоевал советский стрелок из винтовки старший лейтенант Моисей (в то время Михаил) Иткис.
В стрельбе из пистолета победил олимпийский чемпион 1948 и 1952 годов Карой Такач из Венгрии.

### Тяжёлая атлетика
Во всех весовых категориях первое место выиграли представители Советского Союза — Владимир Стогов, Евгений Минаев, Фёдор Никитин, Фёдор Богдановский, Трофим Ломакин, Аркадий Воробьёв, Юрий Власов.
Полулёгкий вес:
1. Евгений Минаев — жим (119,5-рекорд СССР) + рывок (111-рекорд СССР) + толчок (134,5) = сумма (365-рекорд СССР)

### Футбол
Участниками турнира стали 11 команд. В финале встретились болгарский ЦДНА и албанский «Партизани». Благодаря голу Кирила Ракарова победа досталась команде из Софии. Матч за третье место завершился победой клуба «Форвертс» (ГДР) над московским ЦСК МО (2:1).
|         | Золото       | Серебро            | Бронза            |
| ------- | ------------ | ------------------ | ----------------- |
| Мужчины | ЦДНА (София) | Партизани (Тирана) | Форвертс (Берлин) |

## Итоги
Всего были разыграно по 262 золотых, серебряных и бронзовых медалей. Победителем общекомандного зачёта спартакиады с вручением кубка дружбы стали представители СССР (149 золотых медалей). На втором месте — ГДР, на третьем — Чехословакия
На спартакиаде были установлены рекорды СССР по стрельбе, плаванию, лёгкой и тяжёлой атлетике.
Наибольшее число наград (11 золотых) завоевал советский стрелок старший лейтенант Моисей (в то время Михаил) Иткис.